# Louise Keilhau
Louise Keilhau, née en 1860 et morte en 1927 est une enseignante et une militante pacifiste norvégienne. Elle est la fondatrice du Norwegian Committee for Permanent Peace (Comité norvégien pour la paix permanente) et l'une des cofondatrices de la Ligue internationale des femmes pour la paix et la liberté (LIFPL).

## Biographie

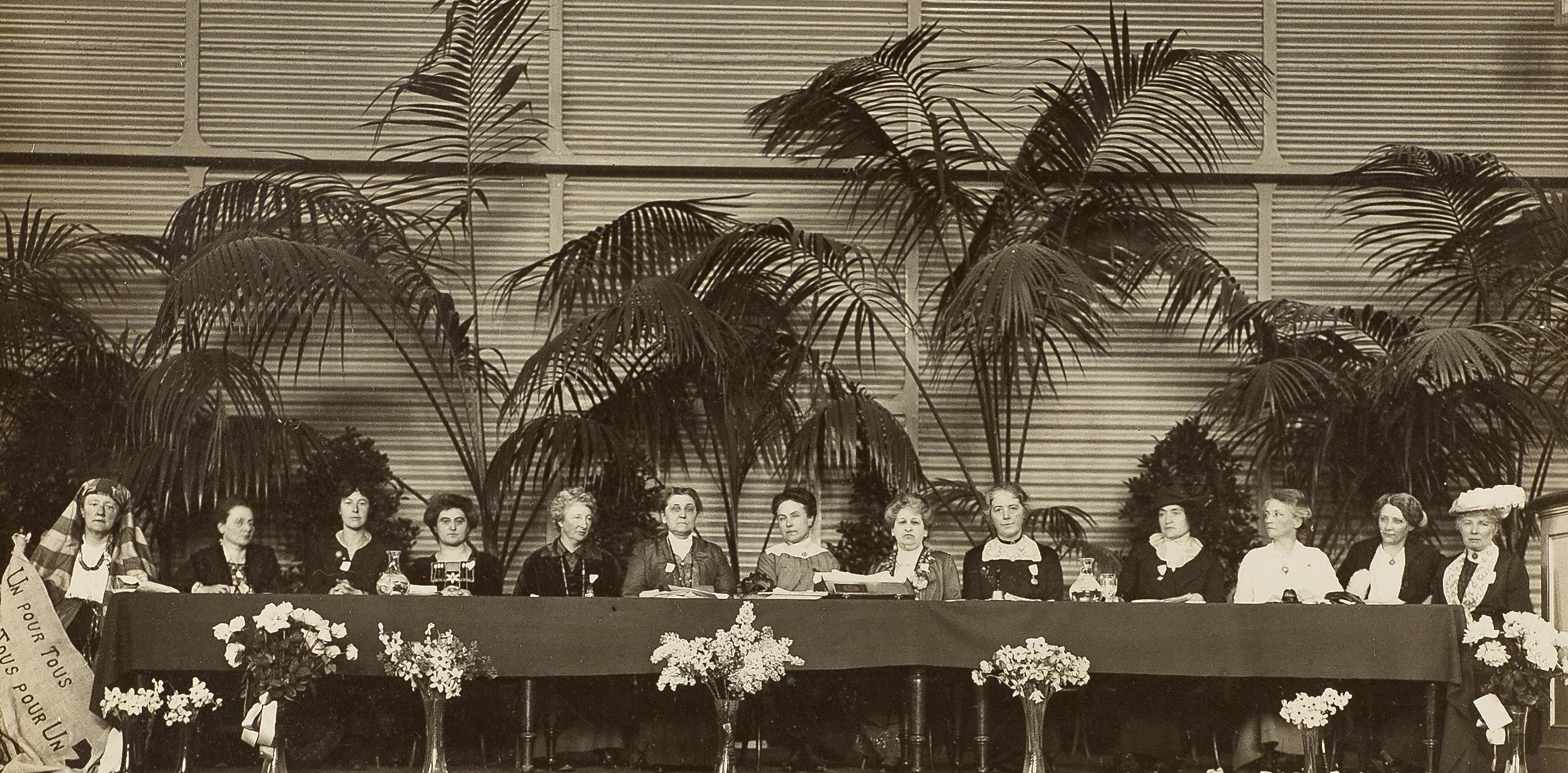
Congrès international des femmes en 1915. de gauche à droite: 1. Lucy Thoumaian - Arménie, 2. Léopoldine Kulka, 3. Laura Hughes - Canada, 4. Rosika Schwimmer - Hongrie, 5. Anika Augspurg - Allemagne, 6. Jane Addams - États-Unis, 7. Eugénie Hanner, 8 ans. Aletta Jacobs - Pays-Bas, 9. Chrystal Macmillan - Royaume-Uni, 10. Rosa Genoni - Italie, 11. Anna Kleman - Suède, 12 ans. Thora Daugaard - Danemark, 13. Louise Keilhau - Norvège.

Au début du XXe siècle, Louise Keilhau se rend compte que la guerre est imminente, aussi décide-t-elle de voyager à l'étranger pour s'y préparer. Elle est une membre éminente de la Croix-Rouge norvégienne.
Elle est reconnue pour avoir encouragé la Croix-Rouge norvégienne (en) à jouer un rôle actif pendant la Première Guerre mondiale. Elle est la seule femme de son conseil d'administration. Avec le soutien d'autres femmes, elle encourage l'organisation à se détourner de ses problèmes nationaux pour s'intéresser au conflit mondial.
En 1915, elle est choisie comme déléguée norvégienne à la conférence de paix de La Haye. Les déléguées viennent du monde entier, bien que beaucoup ont des difficultés à s'y rendre car les hostilités rendent les déplacements difficiles. Lors de la conférence, Louise Keilhau propose la résolution 28, selon laquelle : « Nous, les femmes, réunies au Congrès international, protestons contre la folie et l'horreur de la guerre, impliquant un sacrifice téméraire de la vie humaine et la destruction de tant de choses que l'humanité s'est péniblement efforcée d'accumuler pendant des siècles ».
Elle fonde le Norwegian Committee for Permanent Peace, section norvégienne du Comité international des femmes pour la paix permanente, créé à l'issue du congrès de 1915. Ce comité devient en 1919 la Ligue internationale des femmes pour la paix et la liberté (WILPF).

## Vie privée
Elle est la mère de l'économiste et historien Wilhelm Keilhau (en).